# Alcibíades Sáenz Barsallo
Alcibíades Sáenz Barsallo (Caballococha, 1924-?) fue un militar y político peruano, que fue ministro de Economía y Finanzas durante el gobierno de Francisco Morales Bermúdez, de julio de 1977 a mayo de 1978.

## Biografía
Nacido en Caballococha, en el departamento amazónico de Loreto, cerca de la frontera con Colombia. Ingresó a la Escuela Militar de Chorrillos, de donde egresó en 1944 como parte de la promoción “Teniente Astete”, de la que también formaba parte Enrique Gallegos Venero.
Cursó estudios en la Escuela de Ingeniería del Ejército y en la Escuela Superior de Guerra Fort Monmouth de New Jersey en Estados Unidos. También asistió al Centro de Altos Estudios Militares (CAEM).
En 1967 fue ascendido a Coronel de Ingeniería. Durante el gobierno militar de Juan Velasco Alvarado trabajó como director general de Presupuesto Público del Ministerio de Economía y Finanzas del Perú. En 1973, por Decreto Ley N.º 20270, fue ascendido al rango de general de brigada.

### Ministro de Estado
El 6 de julio de 1977, durante el gobierno de Francisco Morales Bermúdez, fue nombrado ministro de Economía y Finanzas, en reemplazo de Walter Piazza Tangüis.  Ante la crítica situación económica y la disparada inflacionaria, el gobierno había decidido tomar medidas drásticas, decisión que fue acicateada aún más por el paro nacional del 19 de julio de 1977, que acató gran parte de la población.
El 10 de octubre de 1977, a través de la televisión y la radio, Sáenz anunció un programa económico "duro" y "austero", avalado por el Fondo Monetario Internacional, que debía aplicarse desde octubre de 1977 a diciembre de 1979. Su propósito era reducir el gasto público, bajar la tasa de inflación y restablecer el valor de la moneda según la oferta y la demanda. Los especialistas criticaron sus metas como punitivas e incumplibles, y hasta el mismo FMI criticó al Perú por no cumplirlas, a lo que el gobierno respondió declarando persona non grata a la representante de dicho organismo.
El escenario del Perú era dramático: la devaluación estaba descontrolada, las reservas eran prácticamente inexistentes, no tenía crédito financiero. Y por añadidura, tras la represión del paro de 1977, el movimiento sindical había expandido su accionar, más aún, cuando la política del gobierno afectaba severamente a los trabajadores en sus derechos laborales y en sus ingresos. Ante estas circunstancias adversas, Sáenz se vio obligado a renunciar el 15 de mayo de 1978 y en su reemplazo fue nombrado como ministro Javier Silva Ruete. Por entonces, ya había sido elevado al rango de general de división.

## Publicaciones
Es autor de varias publicaciones sobre temas económicos, evidenciándose su interés por la promoción de políticas públicas destinadas a impulsar el desarrollo económico de su país.